# RazakSAT
RazakSAT je malajsijský satelit pro pozorování Země s kamerou s vysokým rozlišením. Byl vypuštěn na nízkou oběžnou dráhou raketou Falcon 1 od SpaceX 14. července 2009. Byl umístěn na téměř rovníkovou oběžnou dráhu, pro snadné snímkování rovníkových oblastí.Satelit váží více než třikrát více, než TiungSAT-1. Kamera byla vyvinuta ve spolupráci s Satrec Initiative. Satelit přelétá nad Malajsií minimálně dvanáctkrát denně. Cílem bylo mnohem větší pokrytí Malajsie ve srovnání s většinou ostatních satelitů. Zpráva z auditu zveřejněná v roce 2011 ukázala, že družice selhala po jednom roce provozu.

## Souvislosti
Tento satelit je po satelitu TiungSAT-1 druhou družicí Malajsie.
Původně se jmenoval MACSAT. Hlavní užitečné zatížení je elektrooptická kamera s pěti lineárními detektory (jeden panchromatický a čtyři multispektrální) o hmotnosti 50 kg. Celý satelit váží asi 180 kg.

## Start
SpaceX vypustila RazakSat v 03:35 UTC dne 14. července 2009 pomocí rakety Falcon 1. Stejně jako při předchozích startech, i tentokrát se letělo z ostrova Omelek v atolu Kwajalein. V 05:25 UTC Elon Musk oznámil, že start byl úspěšný.

## Provoz
Původně byl v roce 2009 plánovaný pro komerční účely, ale v roce 2010 byl cíl změněn na výzkum a vývoj. Během provozu po vypuštění v roce 2009 bylo zjištěno, že družice nedosáhla cílové směrové přesnosti jeden kilometr o cíle. Malajsijské noviny The Star, citující ze zprávy generálního auditora malajsijské vlády z roku 2010 uvádějí, že snímky získané družicí RazakSAT mají přesnost 37 km od cíle.
V důsledku chyby zaměřování bylo všech více než 1328 pořízených snímků vyřazeno. Navzdory slibu dodání snímků do roku 2010 nebyly uvolněny žádné snímky. Snohy o vyřešení problému byly ukončeny v roce 2010.